# 1314
1314 (MCCCXIV) var ett normalår som började en tisdag i den julianska kalendern.

## Händelser

### April
- 20 april – När Clemens V avlider kommer påvestolen stå tom i över två år.

### Maj
- 13 maj – Brand i Visby.[1]

### Juni
- 24 juni – Robert Bruce besegrar Edvard II av England i slaget vid Bannockburn och säkrar därmed Skottlands självständighet för nära 300 år framåt.

### November
- 25 november – Ludvig IV "Bayraren" och hans hustru Beatrix av Schlesien kröns till kung och drottning av Tysk-romerska riket i Aachens domkyrka. 1328 kröns Ludvig IV även till tysk-romersk kejsare i Rom.

### Okänt datum
- De äldsta beläggen för svenskarnas närvaro i övre Norrland härrör från detta års kyrkliga uppbördslängd. Umeå och Bygdeå är de nordligaste socknarna. Uppsala domkyrka äger ett laxfiskeverke i Umeälven.
- Tour de Nesle-skandalen äger rum i Frankrike.
- Mappa Mundi (Karta över världen) tillkommer. Den visar Jerusalem i världens centrum, såsom det beskrivs i Bibeln.

## Födda
- 24 juni – Filippa av Hainaut, drottning av England 1328–1369 (gift med Edvard III)
- Valdemar III, kung av Danmark 1326–1329.

## Avlidna
- 18 mars – Jacques de Molay, Tempelherreordens stormästare (avrättad genom bränning på bål).
- 20 april – Clemens V, född Raymond Bertrand de Got, påve sedan 1305.
- 30 maj – Nils Kettilsson, svensk ärkebiskop sedan 1308.
- 22 september – Beatrix av Brandenburg, furstinna av Mecklenburg.
- 29 november – Filip IV, kung av Frankrike sedan 1285.
- Ingeborg Bengtsdotter, mor till Heliga Birgitta.

### Fotnoter
1. ↑  ”Värmlands brandhistoriska klubb”. Arkiverad från originalet den 12 oktober 2011. https://www.webcitation.org/62NB7kO36?url=http://www.brandhistoriska.org/olyckor_se.html. Läst 16 mars 2011.